# クラクラ日記
『クラクラ日記』（クラクラにっき）は、日本の小説家坂口安吾の妻で随筆家の坂口三千代の自伝的エッセイ作品、およびそれを原作としたテレビドラマ作品である。

## 概要
1955年（昭和30年）2月17日の安吾の没後、銀座で「クラクラ」（命名獅子文六）という文壇バーを営んでいた三千代が、安吾との出逢いからその突然の死までの自らとの恋愛・結婚生活を描いた自伝的小説風エッセイである。1967年、文藝春秋から出版される。その後、潮文庫に収録され（1973年）、現在はちくま文庫から刊行されている（1989年、ISBN 4480023542）。
作中、安吾が新作の自著短篇小説『青鬼の褌を洗う女』の掲載された雑誌を三千代に差し出し、主人公は三千代がモデルであることを安吾が示唆する場面がある。掲載誌の発行日（1947年10月5日）から、1947年10月初旬のできごとである。同年、安吾と三千代は正式に結婚する。

## テレビドラマ
1968年1月31日 - 4月24日、TBS系列で、毎週水曜日21時30分 - 22時30分（当時の「水曜劇場」枠）に全13話が放送された。大映の映画女優若尾文子のテレビ初出演作品であった。第5回ギャラクシー賞第4回期間選奨（若尾の演技に対して）の対象作品となった。三千代に相当する役・八千代を若尾が演じ、安吾に相当する小説家の役を藤岡琢也が演じた。

### キャスト
若尾文子、藤岡琢也、市川翠扇、千石規子　

### スタッフ
- 原作　坂口三千代
- 製作著作　TBS

| TBS 水曜劇場                                      | TBS 水曜劇場                         | TBS 水曜劇場                        |
| 前番組                                            | 番組名                               | 次番組                              |
| ------------------------------------------------- | ------------------------------------ | ----------------------------------- |
| 半七捕物帳（第2部） 1967年9月13日 - 1968年1月24日 | クラクラ日記 1968年1月31日 - 4月24日 | 色はにおえど 1968年5月1日 - 9月25日 |

## 関連書籍
- 坂口安吾『青鬼の褌を洗う女』、「愛と美」（朝日新聞社）掲載、1947年10月5日[3]

短篇集『青鬼の褌を洗ふ女』、山根書店、1947年12月
坂口安吾選集 第5巻、東京創元社、1957年
白痴・青鬼の褌を洗う女、講談社文芸文庫、1989年 ISBN 4061960504
坂口安吾全集 第5巻、ちくま文庫、1990年 ISBN 4480024654
- 坂口三千代『安吾追想』、冬樹社、1981年
- 坂口三千代『追憶 坂口安吾』、筑摩書房、1995年 ISBN 4480813896
- 坂口綱男『安吾と三千代と四十の豚児と』、集英社、1999年 ISBN 4087743845
- 七北数人『評伝 坂口安吾 - 魂の事件簿』、集英社、2002年 ISBN 4087753042
- 『安吾マガジン』、イースト・プレス、2007年 ISBN 4872577477